# Hypoderma qinlingense
Hypoderma qinlingense är en svampart som beskrevs av Y.M. Liang & C.M. Tian 2005. Hypoderma qinlingense ingår i släktet Hypoderma och familjen Rhytismataceae.   Inga underarter finns listade i Catalogue of Life.